# Fronteras de Mongolia
Mongolia es un país ubicado en Asia Central. Es un país sin litoral, lo que significa que posee solo fronteras terrestres. Tiene fronteras únicamente con dos otros países: con la Federación de Rusia y con la República Popular China. Sus fronteras miden en total 8 220 km.

## Fronteras

### Frontera con Rusia
La frontera con Rusia mide en total 3 485 km. Es la séptima frontera más larga del mundo. Cuenta con dos trifinios Mongolia - Rusia - China.

### Frontera con China
La frontera con China mide en total 4 677 km. Es la cuarta frontera más larga del mundo. Cuenta con dos trifinios Mongolia - China - Rusia.